# Calibre (programa)
Calibre (estilizado como calibre) é um pacote de ferramentas para manipulação de livros eletrônicos (e-books), livre e multiplataforma. Ele faz o gerenciamento dos livros em bibliotecas virtuais, permitindo a exibição, edição, criação e conversão dos arquivos, bem como a sincronização com uma grande variedade de leitores de livros digitais (e-readers).
Calibre faz uso do framework Qt e é programado utilizando as linguagens Python, C, C++, e JavaScript.

## História
Em 31 de outubro de 2006, logo após a Sony introduzir no mercado estadunidense seu leitor de livros digitais, o modelo PRS-500, Kovid Goyal, na época um estudante de graduação, começou o desenvolvimento do libprs500, um simples programa que tinha como objetivo possibilitar o uso do aparelho em ambientes Linux. Para isso, ele realizou engenharia reversa no protocolo USB do dispositivo e contou com ajuda de alguns usuários do fórum MobileRead.
Na época não haviam programas que convertiam de forma satisfatória conteúdos diversos em arquivos LRF, o formato utilizado pela Sony no aparelho em questão. Ele então decidiu implementar por conta própria uma solução para resolver este problema. O projeto, que se tornou melhor que os oferecidos pela Sony e ficou muito popular, começou a ser utilizado por várias editoras e digitalizadores de conteúdo para produzir a primeira geração de livros digitais no formato LRF.
Conforme a coleção de livros de Kovid ia crescendo, ele percebeu que organizá-los estava ficando cada vez mais difícil. Então, em 2008, adicionou algumas novas ferramentas e decidiu escrever uma interface gráfica para o libprs500 para facilitar este trabalho. Depois o renomeou para "calibre", escrito totalmente em letras minúsculas. O nome calibre foi escolhido por sua esposa, Krittika.